# Давид Миладиновић
Давид Миладиновић (Смедеревска Паланка, 18. мај 1997) је српски кошаркаш. Игра на позицијама крилног центра и центра.

## Каријера
Иако годину дана млађи, био је део екипе Црвене звезде која је освојила јуниорско такмичење Евролиге 2014. године. Деби у сениорској конкуренцији имао је током сезоне 2014/15. у екипи ФМП-а. У јуну 2015. потписао је четворогодишњи уговор са Црвеном звездом, али је одмах прослеђен на позајмицу у ФМП. У сезони 2016/17. наступао је за крушевачки Напредак. У сезони 2017/18. бранио је боје Динамика.
Био је члан кадетске репрезентације Србије која је освојила сребро на Европском првенству 2013, као и бронзу на Светском првенству 2014. године.

## Успеси

### Клупски
- Црвена звезда:
  - Јуниорски турнир Евролиге (1): 2014.

### Репрезентативни
- Европско првенство до 16 година:  2013.
- Светско првенство до 17 година:  2014.